# Tssワイドニュース
『tssワイドニュース』（ティーエスエス ワイドニュース）は、1984年10月1日から1987年10月4日までテレビ新広島で放送された夕方のローカルワイドニュース番組である（『FNNスーパータイム』の広島県ローカル扱い）。正式タイトルは『FNN tssワイドニュース』。
1981年4月から3年半放送された『ワイドニュース こんばんはtss6:30』が、全国ニュースの『FNNニュースレポート6:00』の1時間ワイド化による『FNNスーパータイム』への移行に伴い、全国ニュースと県内ローカルニュースをシームレス化し、放送時間の箇所（6:30）を削ったタイトルに改題し、新番組としてリニューアルしたものである。

## 放送時間
いずれもJST。

### 平日
- 月曜日 - 金曜日 18:00 - 18:55（1984年10月1日 - 1987年10月2日）

### 週末
- 土曜日・日曜日 17:30 - 18:00（1984年10月6日 - 1985年3月31日） - この時期、フジテレビではまだ『FNNニュースレポート5:30』だったが、tssはこの番組が始まったのを機に前倒しで改題バージョンを開始した。週末仕様のオープニングが無かったため、独自で平日用の地球オープニングを切り貼りして作った。
- 土曜日 18:00 - 18:30、日曜日 17:30 - 18:00（1985年4月6日 - 1987年10月4日）

## 出演者
- キャスター
  - 笠間雅一[1]
  - 田中恵子[1]